# Temnochila caerulea
Temnochila caerulea là một loài bọ cánh cứng trong họ Trogossitidae. Loài này được Olivier miêu tả khoa học năm 1790.

## Hình ảnh

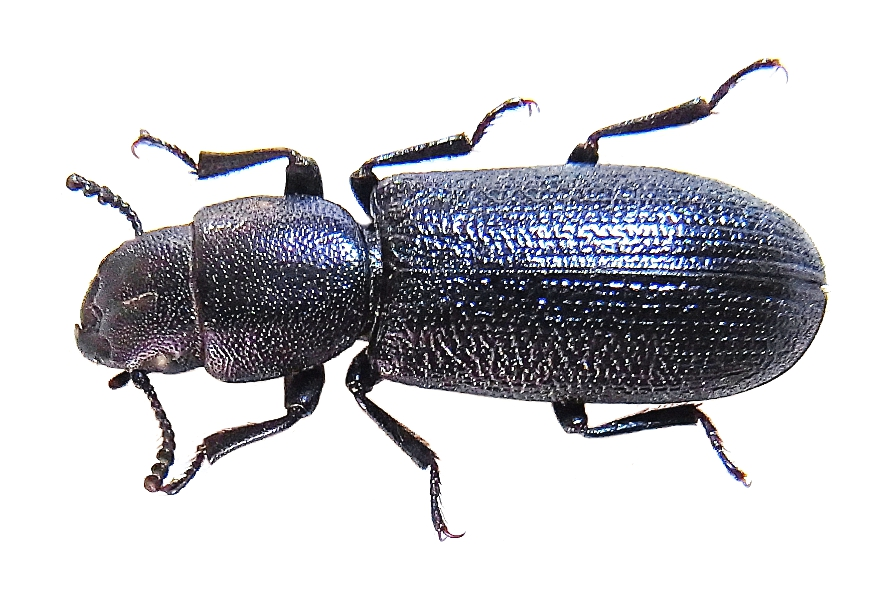
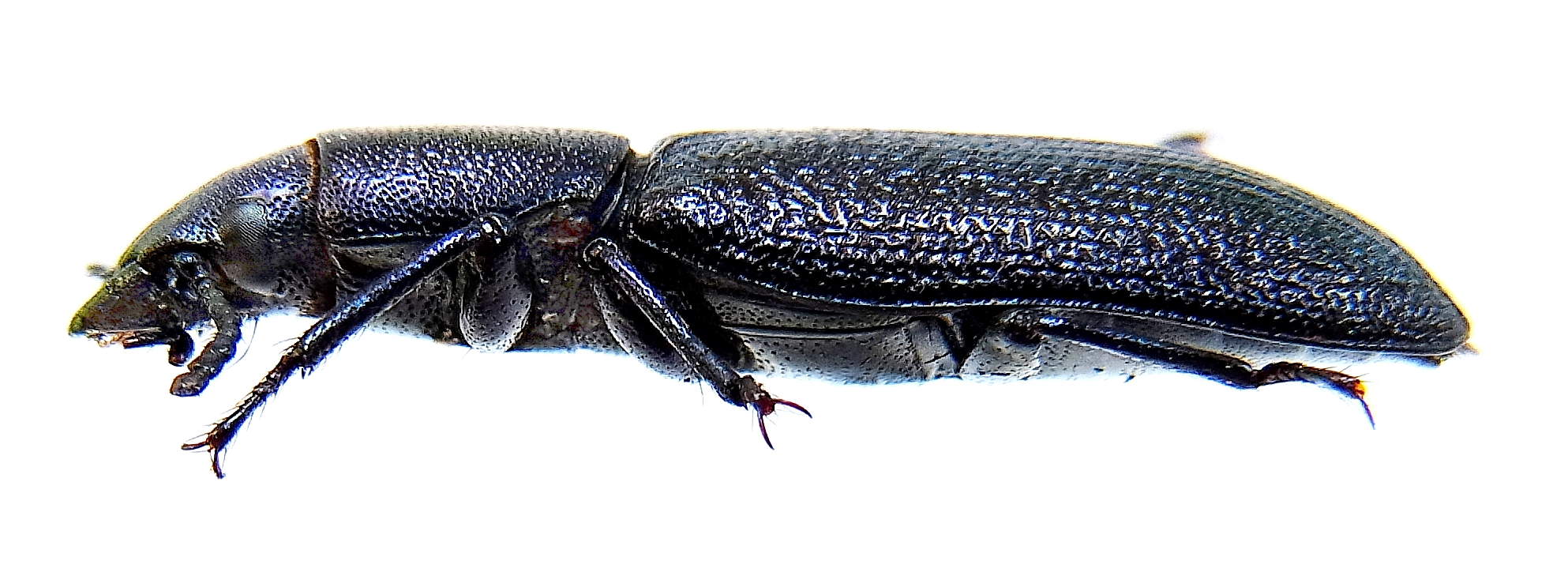
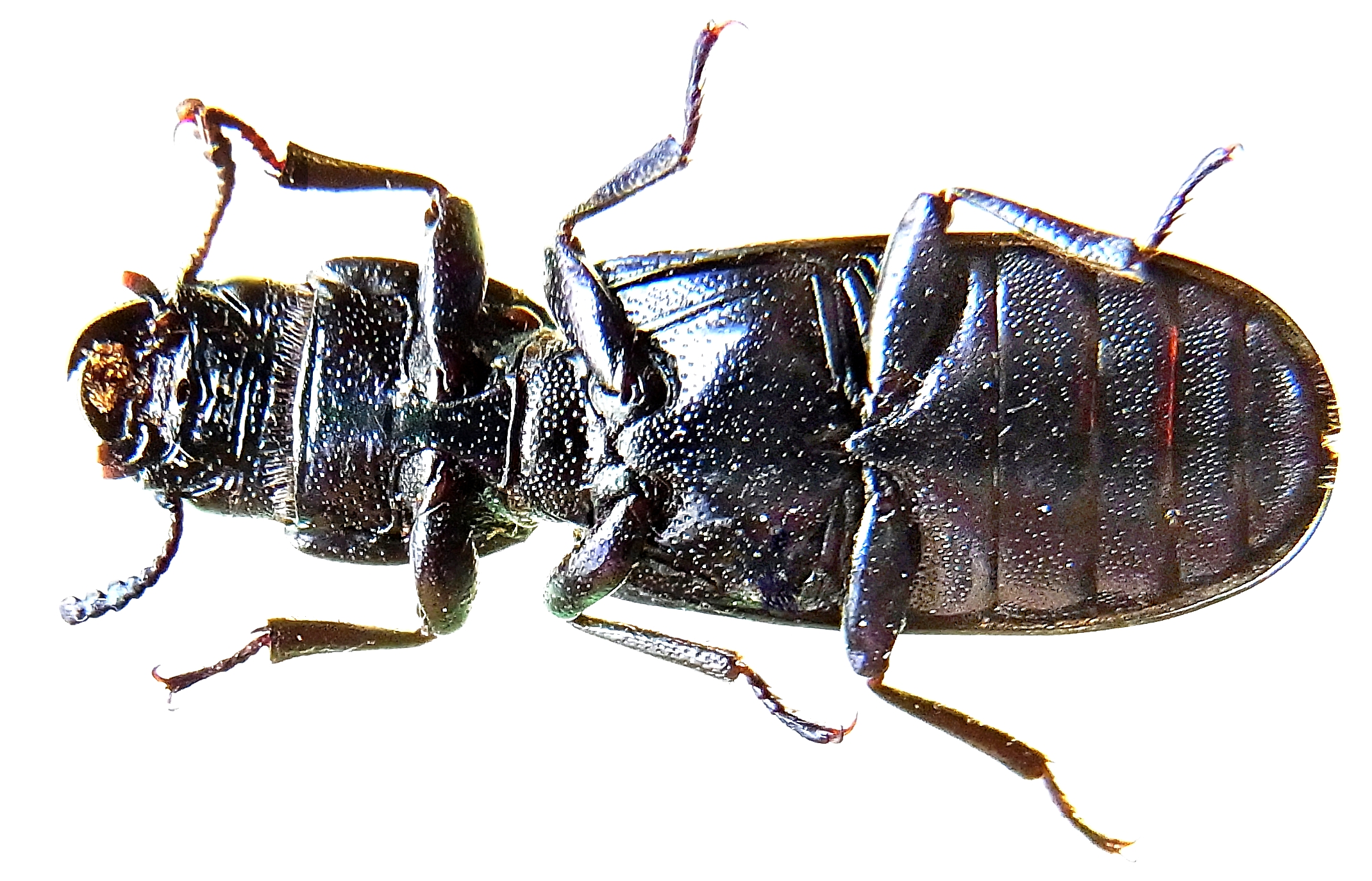
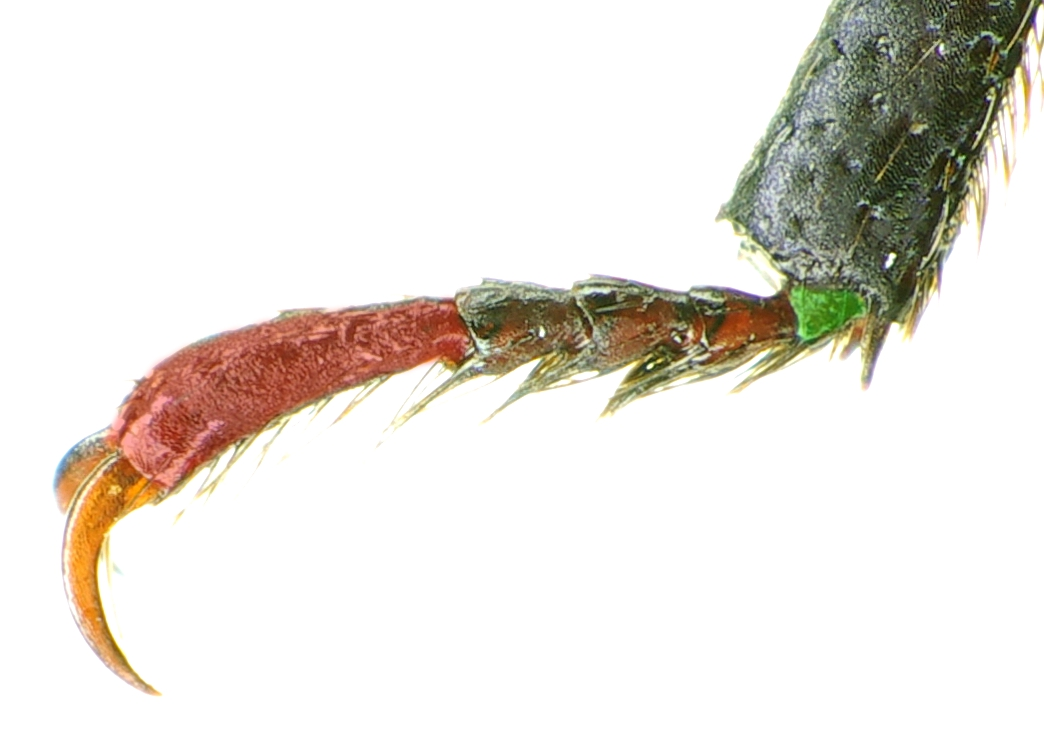